# 오토 발라흐

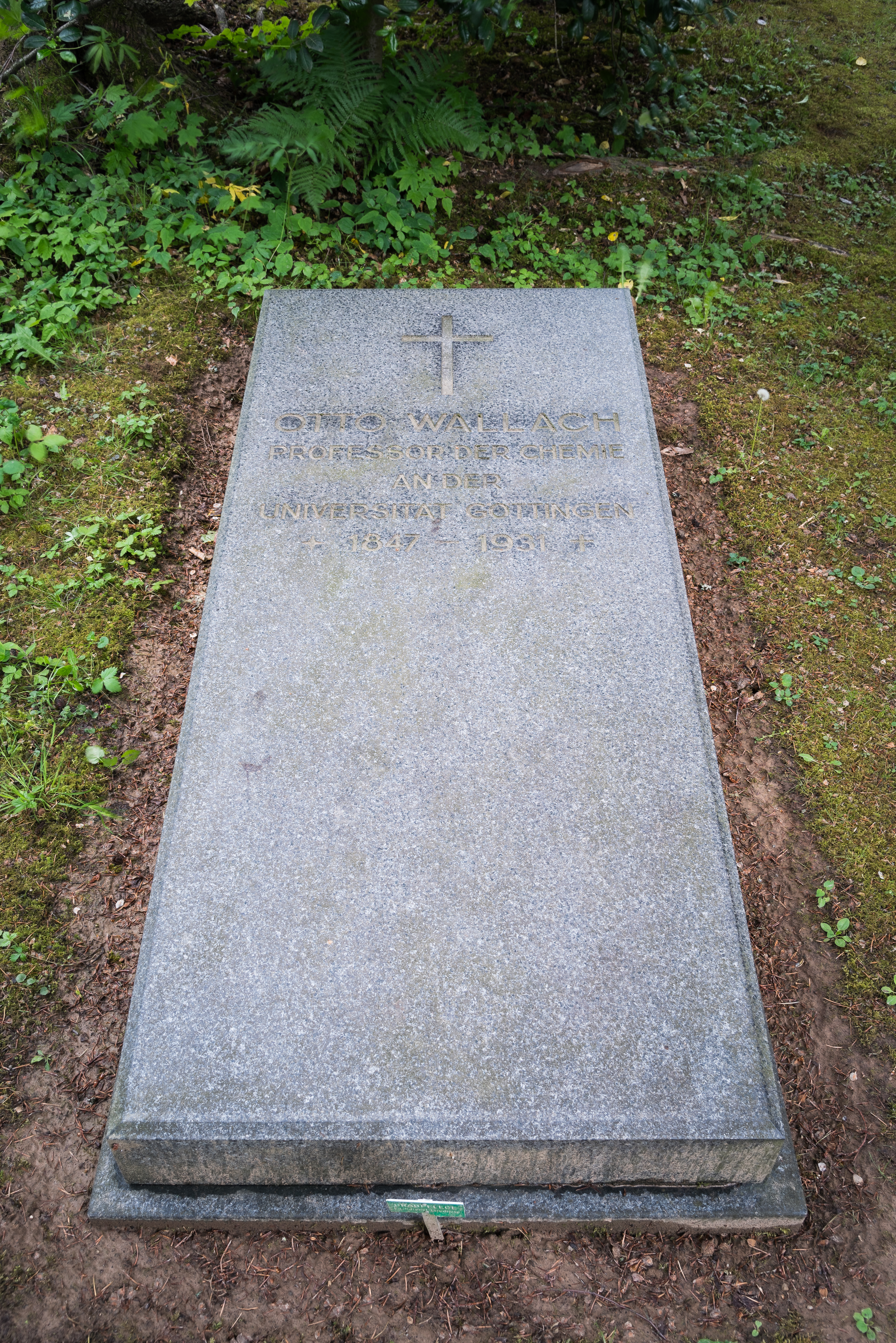
괴팅겐에 있는 발라흐의 묘

오토 발라흐(독일어: Otto Wallach, 1847년 3월 27일 ~ 1931년 2월 26일)는 독일의 유기화학자이다. 지방족 고리 화합물에 대한 연구로 1910년 노벨 화학상을 수상했다.

## 생애
발라흐는 프로이센의 공무원 아들로 쾨니히스베르크에서 태어났다. 그의 아버지 게르하르트 발라흐는 루터교로 개종한 유대인 집안의 후손이었다. 그의 어머니 오틸리(토마)는 개신교를 믿는 독일인이었다. 발라흐의 아버지는 슈테틴(슈체친)으로 이주했다가 나중에 포츠담으로 옮겨왔다. 오토 발라흐는 포츠담에 있는 체육학교에 다니며 평생 관심을 가졌던 문학과 예술사에 대해 배웠다. 이때 그는 부모님 집에서 개인 화학 실험도 시작했다.
1867년 괴팅겐 대학교에서 화학을 공부하기 시작했는데, 당시 프리드리히 뵐러가 화학과 학과장으로 재직하고 있었다. 베를린 대학교에서 아우구스트 빌헬름 폰 호프만과 한 학기를 보낸 후 1869년 괴팅겐 대학교에서 박사 학위를 받았다.  발라흐는 본 대학교(1870-89)와 괴팅겐 대학교(1889-1915)에서 교수로 재직했다. 그의 박사 과정 지도 학생 중에는 아돌프 지베르츠와 노먼 하워스가 있다. 1931년 괴팅겐에서 사망했다.

## 연구
본에서 아우구스트 케쿨레와 함께 연구하는 동안 그는 방향유에 존재하는 테르펜을 체계적으로 분석하기 시작했다. 이제까지 순수한 형태로 분리된 것은 수차례에 불과했고 구조 정보도 거의 알려지지 않았다. 녹는점 비교와 혼합물 측정은 동일한 물질을 확인하는 방법 중 하나였다. 이 방법을 사용하려면 대부분 액체 상태의 테르펜을 결정성 화합물로 변환해야 했다. 단계적인 유도체화, 특히 일부 테르펜에 존재하는 이중 결합을 추가함으로써 결정성 화합물을 얻는다는 목표를 달성했다. 고리형 불포화 테르펜의 재배열 반응에 대한 연구를 통해 알려진 테르펜의 구조로 재배열을 따라 미지의 테르펜의 구조를 얻을 수 있었다. 이러한 방법을 통해 테르펜에 대한 체계적인 연구의 길을 열었다.
그는 테르펜과 피넨의 이름을 명명하고, 피넨에 대한 최초의 체계적인 연구를 수행했다.
그 밖에도 클로로알데히드의 구조 및 합성, 아조 염료와 디아조 화합물, 그리고 정유의 구조와 결정 등을 연구하였다. 저서에 《화학 분석표》, 《화학에 있어서의 지도와 연구》, 《테르멘과 캄포르》 등이 있다.

## 수상 경력
- 1910년 : 노벨 화학상
- 1912년 : 데비 메달